# ノリタケの森
ノリタケの森（ノリタケのもり）は、愛知県名古屋市西区則武新町三丁目1番36号にある公園、レストラン、博物館などを含む複合施設。
ノリタケカンパニーリミテドによって同社の本社に隣接する工場跡地に作られ、2001年（平成13年）10月5日に開場した。また、当時のノリタケカンパニーリミテドの代表取締役社長は岩崎隆。
2005年（平成17年）4月1日に株式会社ノリタケの森が設立され、施設の運営に当たっている。2018年（平成30年）12月13日には市民緑地認定制度による市民緑地の認定を受けている。

## 概要

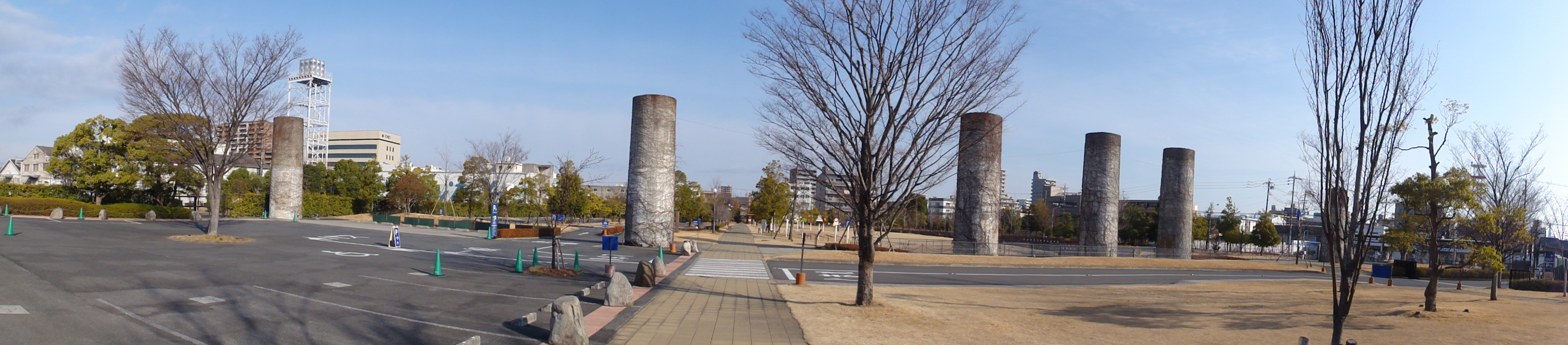
ノリタケの森

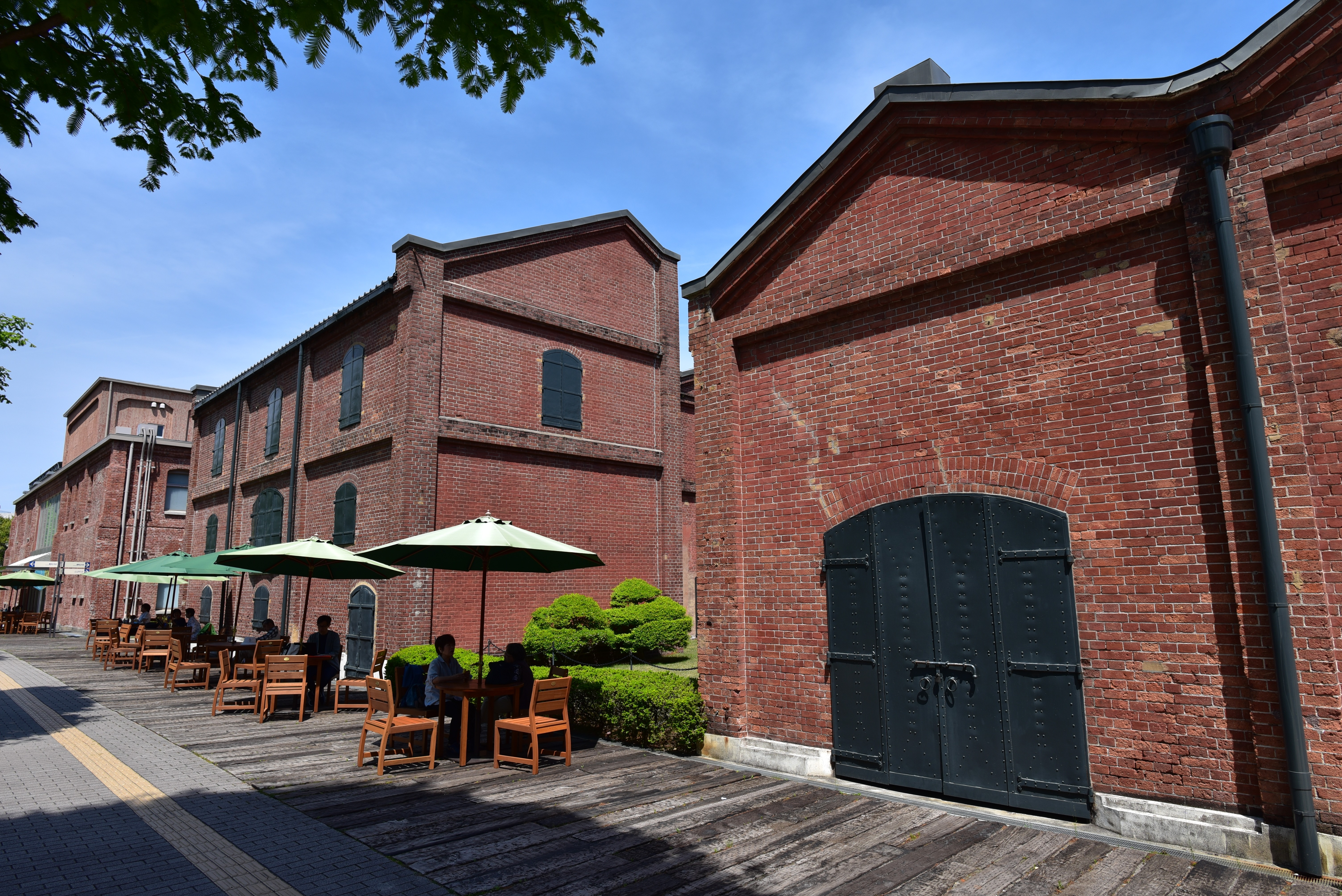
レンガ造りの建物

ノリタケの前身である日本陶器合名会社は1904年（明治37年）に森村市左衛門らによって設立され、名古屋市西区に工場・本社が建設され、食器の生産が行なわれていた。やがて生産体制の変化とともに当地での食器生産が終わり、赤レンガ製の工場の建物群が残っていた。コーポレートアイデンティティ確立などの観点からこれらの建造物の活用が検討され、地域社会貢献のための広い緑地を含む複合施設「ノリタケの森」の設立が決定された。
工場の跡地110,313 m2のうち44,960 m2がノリタケの森にあてられ、南側にコマーシャルゾーン、中央にゲートウェイ、北側に自然系ゾーンが配置される事になった。この際、新しい建築物を作らず既存の建物を改装・補強して再利用した事が大きな特徴である。
南側のコマーシャルゾーンにはノリタケテーブルウェアの運営する食器店「ノリタケスクエア名古屋」や、ノリタケカンパニーリミテド製の食器を使用するレストラン、貸しギャラリーなどがある。レストランとギャラリーは旧・事務所棟を改装したもので、食器店には天井の高い旧・配送センターを再利用した。また、2005年（平成17年）3月5日には創業者の森村市左衛門や大倉孫兵衛を記念した「森村・大倉記念館」が敷地内に開設された。これは表面のモルタルを剥がしたレンガ造りの建物を使っている。
北側の自然系ゾーンには広場などがあり、かつて45メートルの高さを誇り工場のシンボルマークであった6本の大煙突が10メートル弱に切られた状態で並んでいる。施設付近の郷土種であるコナラなどを植えたりビオトープを作ったりして生態系を回復させており、鳥や昆虫の種類は名古屋城周辺の緑地と同程度まで増加している。
植生については、コマーシャルゾーンにはメタセコイアやケヤキを植え、外周には既存のイチョウを用いるなど常緑樹と落葉樹を組み合わせたデザインとなっている。
1970年代後半、当地に日本初のドーム球場「ノリタケドーム」を建設する計画が持ち上がったことがあったが、資金、騒音といった課題に加え、1988年の名古屋五輪招致失敗により採算も課題となり、計画は立ち消えとなった（ナゴヤドーム#備考も参照）。
赤レンガ建築、6本煙突、森村・大倉記念館 CANVASは経済産業省近代化産業遺産に認定されている。
2021年（令和3年）10月27日には、当園隣接地に「イオンモール Nagoya Noritake Garden」がグランドオープンした。
ノリタケの森の敷地内に於いて撮影する際は人数を問わず団体では事前の申請と許可が必要（ウェブサイトには記載されていないが、ノリタケの森の方針として原則としてプロカメラマンの撮影や写真サークルなど個人の集まりでの撮影は不許可）。なお、人数から団体とみなされた場合は撮影の継続をその場で禁止される場合もある。
敷地内でのコスプレとみなされた撮影は禁止されている。

## 森村・大倉記念館 CANVAS
森村・大倉記念館 CANVAS（もりむら・おおくらきねんかん キャンバス、英: MORIMURA-OKURA MUSEUM CANVAS）は、愛知万博のパートナーシップ事業として2005年（平成17年）3月5日にノリタケの森内に開設された展示館。
森村グループ4社（ノリタケカンパニーリミテド、TOTO（開設当時は東陶機器）、日本ガイシ、日本特殊陶業）が共同で運営していたが、所期の目的を果たしたとして、2014年（平成26年）3月30日に閉館した。
建物は明治40年代に建設された赤レンガの建物を改修したもので、中には森村グループの歴史や現在、目指す未来ほか環境への貢献などを各ゾーンに分けて展示していた。

## 所在地
〒451-8501：名古屋市西区則武新町三丁目1番36号

## アクセス

### 鉄道
- JR東海道本線・中央本線・関西本線、名古屋市営地下鉄東山線・桜通線、名古屋臨海高速鉄道あおなみ線：名古屋駅下車の場合、徒歩で約15分。
- 名鉄名古屋本線：名鉄名古屋駅、近鉄名古屋線：近鉄名古屋駅で下車の場合、徒歩で約20分。
- 名古屋市営地下鉄東山線：亀島駅下車の場合、徒歩で約5分。
- 名鉄名古屋本線：栄生駅下車の場合、徒歩で約15分。

### 路線バス
- 名古屋市営バス：「ノリタケの森」バス停下車、徒歩ですぐ。
- 名古屋観光ルートバス「メーグル」 : 「ノリタケの森 西」（往路）バス停下車、徒歩で約6分。「ノリタケの森」（復路）バス停下車、徒歩ですぐ。

### 道路
- 名古屋高速都心環状線：錦橋出口

## 利用時間など
- 利用時間：10：00～18：00（ウェルカムセンター、クラフトセンターは17:00まで、レストランは11:30～16:00まで）。
- 休業日：毎週月曜日（月曜日が祝祭日の場合は翌日）、年末年始。
- 入場料：無料（クラフトセンターは大人：500円、高校生：300円、中学生以下・障害者・65歳以上は無料）。
- 駐車場：「イオンモール Nagoya Noritake Garden」駐車場を利用、30分200円（1円以上のお買い上げで2時間無料）。

## 受賞歴
- 2002年 第18回 都市公園コンクール「社団法人公園緑地協会会長賞」（施設･材料･工法部門）
- 2002年 第23回「緑の都市賞」・国土交通大臣賞
- 2002年 平成14年度「名古屋市都市景観賞」[12]
- 2003年 グッドデザイン賞[13]
- 2015年 第3回「みどりの社会貢献賞」

### 文化遺産
- 認定地域建造物資産 (株)ノリタケカンパニーリミテド　事務本館 - 名古屋市
- 認定地域建造物資産 ノリタケの森　旧製土工場 - 名古屋市
- 認定地域建造物資産 ノリタケの森　陶磁器センター - 名古屋市
- 認定地域建造物資産 ノリタケの森　陶磁器焼成用トンネル窯煙突の跡 - 名古屋市

座標: 北緯35度10分46秒 東経136度52分53秒 / 北緯35.179544度 東経136.881258度